# Nazionale maschile di pallavolo del Cile
La nazionale di pallavolo maschile del Cile è una squadra sudamericana composta dai migliori giocatori di pallavolo del Cile ed è posta sotto l'egida della Federazione pallavolistica del Cile.

## Rosa
Segue la rosa dei giocatori convocati per la Volleyball Challenger Cup 2024.
| N° | Nome                | Ruolo | Data di nascita  | Squadra                |
| -- | ------------------- | ----- | ---------------- | ---------------------- |
| 1  | Estebán Villarreal  | P     | 1º agosto 1997   | Kladno                 |
| 2  | Vicente Ibarra      | O     | 15 aprile 2001   | Selección Chile        |
| 3  | Gabriel Araya       | C     | 1º giugno 1995   | L'Illa-Grau            |
| 5  | Vicente Parraguirre | S     | 14 ottobre 1994  | Ciudad                 |
| 6  | Tomás Gago          | C     | 11 giugno 1997   | Defensores de Banfield |
| 8  | Sebastián Albornoz  | P     | 17 giugno 1992   | Murano                 |
| 9  | Dušan Bonačić       | S     | 19 luglio 1995   | Murano                 |
| 10 | Vicente Mardones    | C     | 18 dicembre 1999 | -                      |
| 11 | Matías Jadue        | S     | 17 luglio 2002   | Selección Chile        |
| 15 | Sebastián Castillo  | L     | 19 novembre 1995 | -                      |
| 16 | Felipe Valenzuela   | S     | 12 aprile 2005   | -                      |
| 17 | Jaime Bravo         | L     | 10 novembre 2001 | Murano                 |
| 18 | Kaj Bonačić         | S     | 13 ottobre 2004  | Murano                 |
| 22 | Bastián Fuentes     | C     | 17 aprile 1998   | Murano                 |

## Risultati

### Competizioni FIVB
| 1949 | non qualificata | -            |
| 1952 | non qualificata | -            |
| 1956 | non qualificata | -            |
| 1960 | non qualificata | -            |
| 1962 | non qualificata | -            |
| 1966 | non qualificata | -            |
| 1970 | non qualificata | -            |
| 1974 | non qualificata | -            |
| 1978 | non qualificata | -            |
| 1982 | 23º posto       | Convocazioni |
| 1986 | non qualificata | -            |
| 1990 | non qualificata | -            |
| 1994 | non qualificata | -            |
| 1998 | non qualificata | -            |
| 2002 | non qualificata | -            |
| 2006 | non qualificata | -            |
| 2010 | non qualificata | -            |
| 2014 | non qualificata | -            |
| 2018 | non qualificata | -            |
| 2022 | non qualificata | -            |

| 1965 | non qualificata | -            |
| 1969 | non qualificata | -            |
| 1977 | non qualificata | -            |
| 1981 | non qualificata | -            |
| 1985 | non qualificata | -            |
| 1989 | non qualificata | -            |
| 1991 | 12º posto       | Convocazioni |
| 1995 | non qualificata | -            |
| 1999 | non qualificata | -            |
| 2003 | non qualificata | -            |
| 2007 | non qualificata | -            |
| 2011 | non qualificata | -            |
| 2015 | non qualificata | -            |
| 2019 | non qualificata | -            |
| 2023 | non qualificata | -            |

### Competizioni CSV
| 1951 | non qualificata | -            |
| 1956 | 5º posto        | Convocazioni |
| 1958 | 5º posto        | Convocazioni |
| 1961 | 2º posto        | Convocazioni |
| 1962 | 5º posto        | Convocazioni |
| 1964 | non qualificata | -            |
| 1967 | 3º posto        | Convocazioni |
| 1969 | 4º posto        | Convocazioni |
| 1971 | 4º posto        | Convocazioni |
| 1973 | 4º posto        | Convocazioni |
| 1975 | non qualificata | -            |
| 1977 | non qualificata | -            |
| 1979 | 4º posto        | Convocazioni |
| 1981 | 3º posto        | Convocazioni |
| 1983 | 3º posto        | Convocazioni |
| 1985 | non qualificata | -            |
| 1987 | 5º posto        | Convocazioni |
| 1989 | non qualificata | -            |
| 1991 | 5º posto        | Convocazioni |
| 1993 | 3º posto        | Convocazioni |
| 1995 | 4º posto        | Convocazioni |
| 1997 | 5º posto        | Convocazioni |
| 1999 | 6º posto        | Convocazioni |
| 2001 | 6º posto        | Convocazioni |
| 2003 | 4º posto        | Convocazioni |
| 2005 | 5º posto        | Convocazioni |
| 2007 | 4º posto        | Convocazioni |
| 2009 | 5º posto        | Convocazioni |
| 2011 | 5º posto        | Convocazioni |
| 2013 | 4º posto        | Convocazioni |
| 2015 | 5º posto        | Convocazioni |
| 2017 | 4º posto        | Convocazioni |
| 2019 | 3º posto        | Convocazioni |
| 2021 | 3º posto        | Convocazioni |
| 2023 | 4º posto        | Convocazioni |

### Competizioni zonali
| 1955 | non qualificata | -            |
| 1959 | non qualificata | -            |
| 1963 | 4º posto        | Convocazioni |
| 1967 | non qualificata | -            |
| 1971 | 7º posto        | Convocazioni |
| 1975 | non qualificata | -            |
| 1979 | non qualificata | -            |
| 1983 | non qualificata | -            |
| 1987 | non qualificata | -            |
| 1991 | non qualificata | -            |
| 1995 | non qualificata | -            |
| 1999 | non qualificata | -            |
| 2003 | non qualificata | -            |
| 2007 | non qualificata | -            |
| 2011 | non qualificata | -            |
| 2015 | non qualificata | -            |
| 2019 | 4º posto        | Convocazioni |
| 2023 | 7º posto        | Convocazioni |

| 2006 | non qualificata | -            |
| 2007 | non qualificata | -            |
| 2008 | non qualificata | -            |
| 2009 | non qualificata | -            |
| 2010 | non qualificata | -            |
| 2011 | non qualificata | -            |
| 2012 | non qualificata | -            |
| 2013 | non qualificata | -            |
| 2014 | non qualificata | -            |
| 2015 | non qualificata | -            |
| 2016 | 7º posto        | Convocazioni |
| 2017 | non qualificata | -            |
| 2018 | 8º posto        | Convocazioni |
| 2019 | 4º posto        | Convocazioni |
| 2022 | 4º posto        | Convocazioni |
| 2023 | 3º posto        | Convocazioni |
| 2024 | 7º posto        | Convocazioni |

| 1978 | non qualificata | -            |
| 1982 | non qualificata | -            |
| 2010 | 4º posto        | Convocazioni |
| 2014 | 2º posto        | Convocazioni |
| 2018 | 2º posto        | Convocazioni |
| 2022 | 1º posto        | Convocazioni |

### Competizioni estinte
| 2018 | 5º posto | Convocazioni |
| 2019 | 6º posto | Convocazioni |
| 2022 | 8º posto | Convocazioni |
| 2023 | 4º posto | Convocazioni |
| 2024 | 7º posto | Convocazioni |